# Але-ле-Бен
Але-ле-Бен (фр. Alet-les-Bains) — коммуна во Франции в регионе Лангедок — Руссильон, департамент Од.
Население — 464 человека (1999), площадь коммуны — 23,54 км². Плотность населения — 19,71 чел/км².
Муниципалитет расположен на расстоянии около 660 км к югу Парижа, 150 км юго-западнее Монпелье, 26 км южнее Каркассонн.

## Демография
| 1962 | 1968 | 1975 | 1982 | 1990 | 1999 |
| ---- | ---- | ---- | ---- | ---- | ---- |
| 526  | 590  | 554  | 543  | 460  | 464  |